# 国際社会学協会
国際社会学協会(こくさいしゃかいがくきょうかい Institut international de sociologie)、もしくは萬國社会学院は、フランスの社会学者のルネ・ウォルムスを中心に1893年に設立された国際学会。年一回の学会大会と、『国際社会学評論』(Revue internationale de sociologie) 誌の出版(1893年創刊)を活動の主内容とする。デュルケーム学派やル・プレー学派とはちがい、多様な主張の持ち主が集まる学会として機能していた。初代会長はイギリスの考古学者ジョン・ラボック。
1987年から『国際社会学評論』はローマ大学統計学部によって発刊されており、そのまま現在に至る。

## 代表的なメンバー

### 初期
会長
- ジョン・ラボック 会長

副会長
- ジャック·ノビコフ
- ガブリエル・タルド
- エンリコ・フェリ
- アルベルト・シェフレ

- ルネ・ウォルムス 有機体論の代表的な論者。初代編集長。
- アルフレッド・エスピナス フランスの哲学者。『動物社会』で知られる。
- ゲオルグ・ジンメル 形式社会学で知られるドイツの社会学者
- フェルディナンド・テンニース ドイツの社会学者
- ルヨ・ブレンターノ
- en:Lester Frank Ward
- ギュスターヴ・ル・ボン
- ヴェルナー・ゾンバルト
- ピティリム・ソローキン
- ソースティン・ヴェブレン
- en:Alfred Vierkandt

### 途中参加
- グスタフ・シュユモラー 新歴史主義の経済学者
- カール・メンガー オーストリア学派の経済学者
- ヘンリー・シジウィック
- エミール・シェイソン
- ガストン・リシャール
- カール・マンハイム
- フランツ・ボアズ
- en:Florian Znaniecki
- en:William Fielding Ogburn
- マックス・ウェーバー